# 肥後宇都宮氏
肥後宇都宮氏（ひごうつのみやし）は、肥後国の南朝方の宇都宮氏。
豊前宇都宮氏である城井冬綱の弟の佐田公景の弟の宇都宮隆房が懐良親王に従い筑後川の戦いに奮戦し、少弐忠資を討ち取るが、隆房は戦死。肥後国玉名郡木葉村の宇都宮大明神に祀る。また公景の曽孫の佐田盛景の子孫が熊本藩士に。